# 24974 Macúch
24974 Macúch è un asteroide della fascia principale. Scoperto nel 1998, presenta un'orbita caratterizzata da un semiasse maggiore pari a 2,2010604 UA e da un'eccentricità di 0,2271920, inclinata di 6,71936° rispetto all'eclittica.